# Donald C. Cubbison
Donald Cameron Cubbison (* 8. Mai 1882 in Harrisville, Butler County, Pennsylvania; † 25. Dezember 1968 in Carmel-by-the-Sea, Monterey County, Kalifornien) war ein Generalmajor der United States Army. Er war unter anderem Kommandeur der 1. Infanterie-Division.

## Militärische Laufbahn
In den Jahren 1901 bis 1904 durchlief Donald Cubbison die United States Military Academy in West Point. Nach seiner Graduation wurde er als Leutnant der Artillerie zugeteilt. Anschließend durchlief er alle Offiziersränge bis zum Zweisterne-General. Während seiner langen Militärzeit absolvierte er unter anderem die School of the Line (1921), das Command and General Staff College (1922) und das United States Army War College (1927).
Cubbison diente zunächst an verschiedenen militärischen Standorten in den Vereinigten Staaten. In den Jahren 1914 bis 1916 tat er auf den Philippinen Dienst. Im Jahr 1916 nahm er mit dem 4. Feldartillerieregiment an der Mexikanischen Expedition teil. Anschließend nahm er als Teil der American Expeditionary Forces am Ersten Weltkrieg teil. Er war an mehreren Schlachten und der Maas-Argonnen-Offensive beteiligt.
In den 1920er und 1930er Jahren bekleidete Donald Cubbison verschiedene militärische Ämter an verschiedenen Standorten. So war er zwischen 1922 und 1926 an der Militärakademie West Point Leiter von deren Finanzabteilung und danach bis 1930 Stabsoffizier im Hauptquartier der Feldartillerie (Office of the Chief of Field Artillery). In den Jahren 1930 bis 1935 war er Dozent für Militärwissenschaft und Taktik an der Stanford University und von 1937 bis 1938 war er als Assistant Commandant Stabsoffizier bei der Field Artillery School. Im Jahr 1938 wurde er zum Brigadegeneral befördert. Zwischen 1938 und 1941 kommandierte er hintereinander die 6. Infanteriebrigade, die 11. Feldartilleriebrigade und die Field Artillery School.
Zwischen Januar 1941 und Mai 1942 hatte Donald Cubbison das Oberkommando über die 1. Infanteriedivision. In diese Zeit fiel der amerikanische Eintritt in den Zweiten Weltkrieg. Anschließend übernahm er bis 1945 das Kommando über den Field Artillery Replacement Training Center in Fort Bragg in North Carolina. Damit war er nicht aktiv am Kriegsgeschehen des Zweiten Weltkriegs beteiligt.

## Nach dem Militärdienst
Anfang 1946 ging er in den Ruhestand, den er in Carmel (Kalifornien) verbrachte.
Dort engagierte er sich unter anderem in der Presbyterian Church, wo er Mitglied des Kirchenrats war. Er starb nach langer Krankheit am 25. Dezember 1968 und wurde auf dem El Carmelo Cemetery in Pacific Grove im Monterey County des Staates Kalifornien beigesetzt.

## Orden und Auszeichnungen
Donald Cubbison erhielt im Lauf seiner militärischen Laufbahn unter anderem folgende Auszeichnungen:
- Army Distinguished Service Medal
- Legion of Merit
- Orden der Ehrenlegion (Frankreich)
- Croix de Guerre (Frankreich)